# Біла Црква (община)

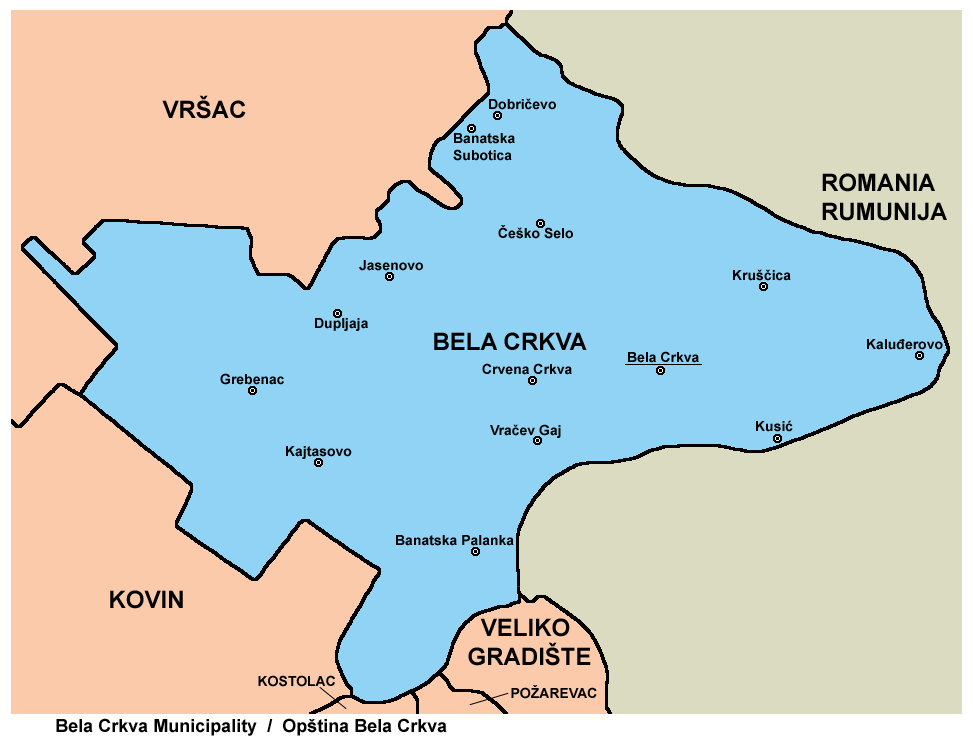

Общи́на Бі́ла Црква (серб. Општина Бела Црква) — община в Сербії, в складі Південно-Банатського округу автономного краю Воєводина. Адміністративний центр — містечко Біла Црква.

## Населення
Згідно з даними перепису 2002 року в общині проживало 20 367 осіб, з них:
- серби — 76,9%
- румуни — 5,4%
- чехи — 4,0%
- угорці — 2,3%
- югослави — 1,4%

## Населені пункти
Община утворена з 14 населених пунктів (1 містечка та 13 сіл):
| №  | Населений пункт    | Площа, км² | Населення, осіб (2002, перепис) |
| -- | ------------------ | ---------- | ------------------------------- |
| 1  | Банатська Паланка  | 32,3       | 837                             |
| 2  | Банатська Суботиця | 11,5       | 200                             |
| 3  | Біла Црква1        | 39,2       | 10 675                          |
| 4  | Врачев Гай         | 29,7       | 1 568                           |
| 5  | Гребенаць          | 41,2       | 1 017                           |
| 6  | Добричево          | 16,6       | 226                             |
| 7  | Дупляя             | 25,8       | 854                             |
| 8  | Кайтасово          | 42,9       | 287                             |
| 9  | Калуджерово        | 12,7       | 132                             |
| 10 | Крушчиця           | 28,7       | 989                             |
| 11 | Кусич              | 29,7       | 1 361                           |
| 12 | Црвена Црква       | 18,5       | 729                             |
| 13 | Чеське Село        | 2,1        | 46                              |
| 14 | Ясеново            | 32,2       | 1 446                           |

1 — містечко